# Pred buđenje
„Pred buđenje“ je druga knjiga crnogorskog autora Milisava Popovića. Premijera djela je organizovana na Međunarodnom sajmu knjiga u Beogradu oktobra 2011. godine, a distribucija u regionu je započela 12. januara 2012. godine. Izdavač je podgorička izdavačka kuća Gligorije Dijak.  Za kratko vrijeme, knjiga je bila među 20 najtraženijih djela na Zapadnom Balkanu (izvor VOIP i Dobra knjiga – Edicije III).
Novinari iz Beograda i Zagreba su knjigu ocijenili prvim zajedničkim stavom koji glasi "Pred buđenje" predstavlja „prvo djelo nakon 1988. godine koje se čita tijelom“. 
„Sa ovom knjigom započinje dugo čekano proljeće naše književnosti“ – Žarko Osman Kovačević, književni kritičar koji od rata 1990. Živi u Sidneju (Australija).
U knjizi „Pred buđenje“ se nalaze čedrdesetak priča koje kroz, do tada neviđenje forme žanrovskog preplitanja, upoznavaju čitaoca sa uspjelom formulom vezivanja tradicije i modernog profilisanja.
Krajem januara 2012. godine tri priče iz opusa ušle su u uži krug za englesku novelističku nagradu – LEADING THE WAY! britanskog Man Booker-a. Prvi put da je neko iz Crne Gore nominovan. „Šaka brašna“, „Opstanak“, „Panj“ i „Klica“ su prevedene na sedam jezika i ponuđene u ilustrativnim brošurama koje imaju za cilj da upoznaju ostatak planete sa duhovnim blagom Crne Gore. 